# 테아 길
테아 길(Thea Gill, 1970년 4월 5일 ~ )는 캐나다의 배우, 가수이다.

## 출연 작품
- 우리의 20세기 (2016)
- 아이스 투모로우 (2013)
- The Boy She Met Online (2010)
- 라이스 비트윈 프렌즈 (2010)
- 리버월드 (2010)
- 씨드 (2007)
- 아이스맨 (2004)
- 에이리언 토네이도 (2002)
- 사이팅스 - 하트랜드 고스트 (2002)
- 저스트 코즈 (2001)
- 주디 갈란드 (2001)
- 페이퍼트레일 (1998)

### 텔레비전
- 퀴어 애즈 포크 (2000-05)
- 마스터즈 오브 호러 - 병사들의 귀환(Homecoming) 편 (2005)